# Parlament

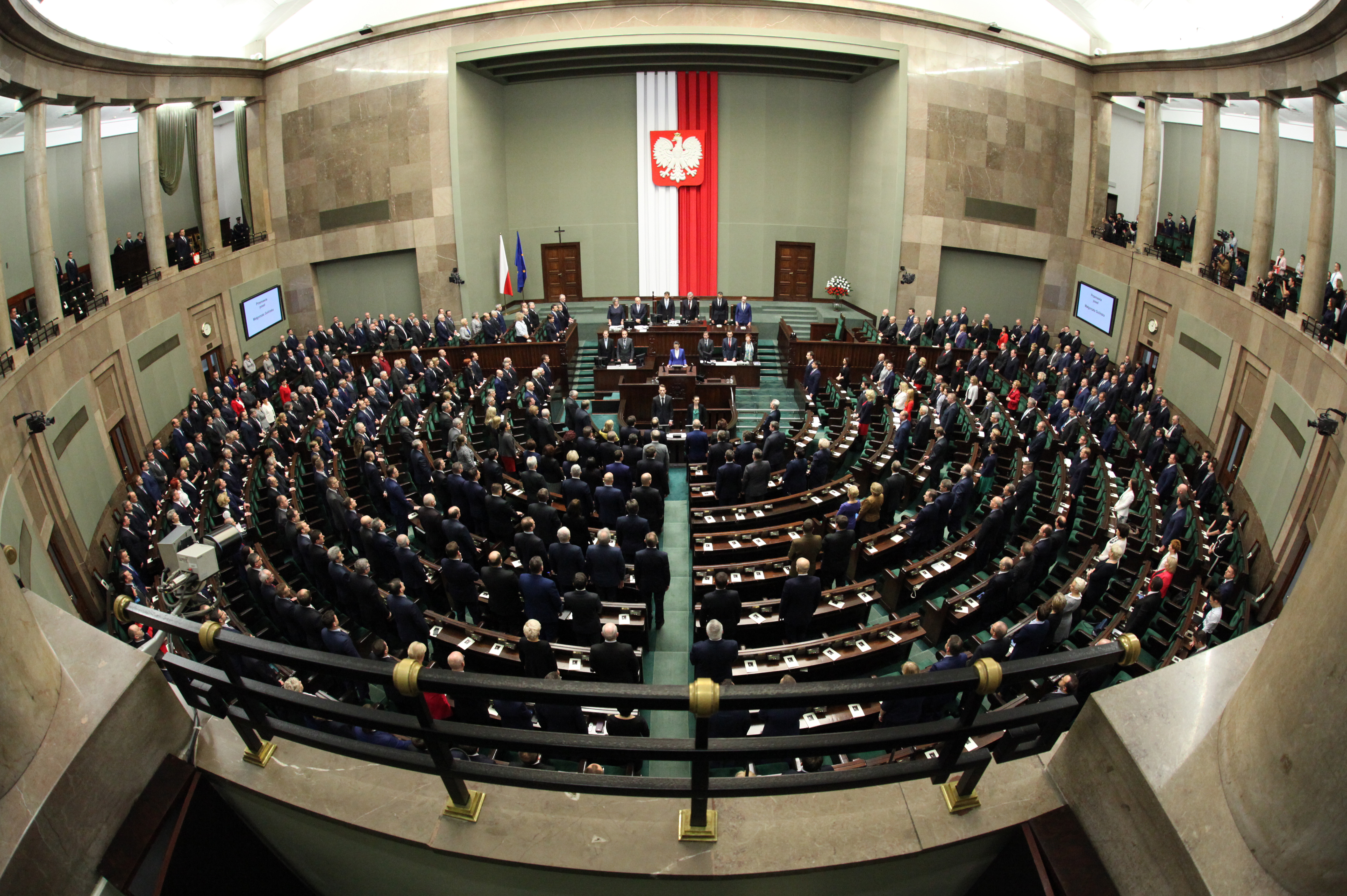
Sala Posiedzeń Sejmu

Parlament – najwyższy organ przedstawicielski, a jednocześnie zasadniczy organ władzy ustawodawczej w państwach demokratycznych. W systemach opartych na oświeceniowym trójpodziale władzy jest jednym z trzech pionów władzy państwowej i w żaden sposób nie jest ważniejszy od dwóch pozostałych. W systemach parlamentarno-gabinetowych (np. współczesna Polska) parlament jest najwyższym organem władzy państwowej.
Pozycja parlamentu na przestrzeni dziejów zmieniała się. Wraz z przechodzeniem z monarchii absolutnej przez monarchię konstytucyjną do parlamentarnej zauważany był wzrost roli parlamentu. Jednak w pierwszej połowie XX wieku dostrzegane jest osłabianie organu przedstawicielskiego na rzecz władzy wykonawczej.

## Cechy parlamentu
Wszystkie parlamenty są organami:
- Wieloosobowymi
- Kadencyjnymi
- O rozbudowanej organizacji wewnętrznej
- Debatującymi
- Decydującymi w głosowaniu

Cechy różniące parlamenty:
- Sposób kształtowania składu
- Liczba izb
- Organizacja wewnętrzna
- Tryb pracy[1]

## Struktura parlamentu
Obecnie na świecie występują parlamenty jednoizbowe (unikameralizm) i dwuizbowe (bikameralizm), obecnie występuje więcej parlamentów pierwszego typu. Druga izba to element fakultatywny, racjonalność jej istnienia powinna być odpowiednio wykazana.
Stosunkowo niedawno funkcjonowały parlamenty wieloizbowe:
- Pięcioizbowy parlament federalny Jugosławii (1963-1974) – Izba Federalna reprezentowała ogół obywateli, pozostałe cztery były izbami funkcjonalnymi – Izba Gospodarcza, Izba Edukacji i Kultury, Izba Opieki Społecznej i Zdrowia, Izba Organizacyjno-Polityczna.
- Trójczłonowy parlament RPA (1984–1994) – reprezentował grupy ludności: rasę białą, rasę czarną, Hindusów[2].

### Unikameralizm
państwa z parlamentami dwuizbowymi
     państwa z parlamentami jednoizbowymi
     jednoizbowy parlament z ciałem doradczym
     brak parlamentu (wyłącznie w Arabii Saudyjskiej, Brunei, Afganistanie i Watykanie)

państwa z parlamentami dwuizbowymi
państwa z parlamentami jednoizbowymi
jednoizbowy parlament z ciałem doradczym
brak parlamentu (wyłącznie w Arabii Saudyjskiej, Brunei, Afganistanie i Watykanie)

Unikameralizm występuje przeważnie w państwach niewielkich, unitarnych, gdzie nie ma potrzeby istnienia drugiej izby; istnieją jednak wyjątki od tej reguły. Nie ma ścisłej korelacji między określonymi właściwościami państwa i jego systemu politycznego a struktura organu przedstawicielskiego. Niewielki rozmiar terytorium oraz homogeniczność etniczna i narodowościowa sprzyja jednoizbowości, jednak ta zależność występuje niemal wyłącznie w Europie. W innych częściach świata, w państwach o dużym terytorium, funkcjonują parlamenty unikameralne – np. Egipt, Indonezja, Chiny, Iran, Turcja, Ukraina. Istotny dla struktury parlamentu jest natomiast ustrój terytorialny – w federacjach nie funkcjonują parlamenty jednoizbowe, z wyjątkami – Komory, Mikronezja, Wenezuela, Zjednoczone Emiraty Arabskie, St. Kitts i Nevis.
Występowanie jednoizbowości może się wywodzić z początkowego takiego kształtu parlamentu bądź zniesienia drugiej izby. Jednoizbowe parlamenty częściej są spotykane częściej w niestabilnych demokracjach, systemach niedemokratycznych. W demokratycznych systemach rządów zniesienie drugiej izby jest trudniejsze ze względu na procedury. Usunięto ją w Chorwacji, Danii, Islandii, Nowej Zelandii, Norwegii, Szwecji. Parlamenty jednoizbowe (unikameralizm) występują, np. w Danii, Finlandii, Grecji, Portugalii czy Szwecji.
Uniwersalne przesłanki jednoizbowości:
- Usprawnienie i przyśpieszenie procesów decyzyjnych
- Wyeliminowanie niebezpieczeństwa konfliktu pomiędzy dwiema izbami, destabilizującymi pracę parlamentu
- Wzmocnienie demokratycznej legitymacji organu przedstawicielskiego wynikającego z usunięcia drugiej, mniej demokratycznej izby
- Większa transparentność prac parlamentarnych, ułatwiająca egzekwowanie przez wyborców odpowiedzialności politycznej
- Mniejsze koszty funkcjonowania parlamentu

### Bikameralizm
Przyczyn dwuizbowości można doszukiwać się w potrzebie zapewnienia odrębnej reprezentacji w parlamencie wyodrębnionym podmiotom, wprowadzenia do systemu politycznego elementu moderującego. Odmienność drugich izb od pierwszych może przejawiać się w ich mniejszej liczebności (wyjątek stanowi Izba Lordów w Wielkiej Brytanii), dłuższej lub równej kadencji, bezkadencyjności czy słabszej legitymacji demokratycznej.
Druga izba parlamentu pełni różne funkcje, ma różną genezę. W części państw Europy miały rozwinięte kompetencje, reprezentowały arystokrację lub najwyższych dostojników królewskich. Często izby wyższe były formowane z pominięciem procedury wyborczej. Doktrynalnych założeń dwuizbowości parlamentu doszukiwać się można w dziele Monteskiusza O duchu praw. Przewidywał on, że izbę niższą mieli wybierać wszyscy, przy uwzględnieniu rozbudowanych cenzusów wyborczych; izba wyższa natomiast miała być dziedziczna i reprezentować „ludzi wyróżniających się rodem, bogactwem i zaszczytami”.
Formuły reprezentacji realizowane przez drugą izbę:
- Izba reprezentacji terytorialnej – np. Bundesrat
- Izba reprezentacji elit – np. Izba Lordów
- Izba reprezentacji mniejszości kulturowych – np. Izba Narodów Bośni i Hercegowiny, Senat (Belgia)
- Izba reprezentacji funkcjonalnej – Senat (Irlandia), Rada Państwa (Słowenia), Izba Radców Maroka

W unitarnych państwach demokratycznych przyjmujących zasadę dwuizbowości parlamentu, izba druga pełni na ogół funkcję strażnika dobrego prawa i uznawana jest za izbę refleksji nad ustawami uchwalanymi przez pierwszą izbę. Tego rodzaju typ został przyjęty w konstytucjonalizmie polskim zarówno na gruncie Konstytucji marcowej z 1921 r.

### Typy dwuizbowości
Ze względu na kompetencje izb:
- Dwuizbowość symetryczna – obie izby cechują się zbliżonymi kompetencjami, żadna z nich nie posiada przewagi – np. Parlament Włoch
- Dwuizbowość niesymetryczna – jedna izba przeważa nad drugą – np. Parlament RP, Parlament UK

Ze względu na formuły reprezentacji:
- Dwuizbowość kongruentna – zrównoważona reprezentacja w obu izbach – konfiguracja polityczna jednej izby odpowiada drugiej
- Dwuizbowość niekongruentna – niezrównoważona reprezentacja w obu izbach – konfiguracja polityczna jednej izby nie odpowiada drugiej[5]

### Dwuizbowość w Rzeczypospolitej
Konstytucje okresu międzywojennego przewidywały istnienie Sejmu i Senatu, przyznając jednakże Sejmowi pozycję izby znacznie silniejszej. W wyniku sfałszowanego referendum z dnia 30 czerwca 1946 r. – w którym problem Senatu uczyniono przedmiotem podstawowego sporu – druga izba została wyeliminowana na rzecz przyjęcia (obowiązującej do 1989 r.) zasady jednoizbowości parlamentu. Podjęta podczas obrad Okrągłego Stołu decyzja o restytucji Senatu, była dość niespodziewana i wynikała raczej z potrzeb kompromisu politycznego (zgody strony solidarnościowo-opozycyjnej na kontraktowe wybory do Sejmu PRL X kadencji oraz utworzenie instytucji Prezydenta wybieranego jednak przez Zgromadzenie Narodowe, a nie w drodze wolnych wyborów) niż z przemyśleń modelowych. Przyjęty w Polsce system dwuizbowości parlamentu określany jest mianem dwuizbowości nierównorzędnej (nierównoważnej) polegającej na tym, że jedna z izb (Senat) ma węższe uprawnienia niż druga (Sejm) i znaczna część jej kompetencji mieści się w zakresie działania drugiej, a ponadto w przypadku różnicy zdań między izbami decyduje stanowisko tej drugiej.

## Kadencja
Parlamentarzyści pełnią swoje funkcje przez określony czas, zwany kadencją. W zależności od krajów i izby długość ta może się wahać od dwóch (amerykańska Izba Reprezentantów), do siedmiu lat (w przypadku senatu francuskiego). Najczęściej izba niższa ma krótszą kadencję od izby wyższej (w przypadku izby niższej najczęściej spotykana długość to cztery lata, a w przypadku izby wyższej – sześć lat), choć długości te mogą być równe (np. Polska czy Włochy). W niektórych krajach dopuszcza się skrócenie kadencji (np. w Polsce). W niektórych państwach (Francja, Japonia czy Stany Zjednoczone) izba druga jest odnawiana nie w całości, a tylko częściowo; ma to zabezpieczyć stabilność zmieniających się nastrojów politycznych w społeczeństwie. Pojęcie kadencji nie funkcjonuje w dosłownym jego znaczeniu w brytyjskiej Izbie Lordów, w której mandat był przypisany do rodziny arystokratycznej i dziedziczony, a obecnie jest otrzymywany dożywotnio.

## Parlamentarzyści
Liczba członków parlamentu waha się w zależności od wielkości państwa i tradycji od kilkudziesięciu (25-osobowy Landtag w Liechtensteinie), do nawet kilku tysięcy (2980-osobowe Ogólnochińskie Zgromadzenie Przedstawicieli Ludowych w ChRL). Wielkość parlamentu z reguły jest określona przez konstytucje, choć i tu zdarzają się wyjątki (np. amerykański Kongres). Izby niższe parlamentów są zazwyczaj liczniejsze od izb wyższych. Wyjątkiem jest m.in. Wielka Brytania, gdzie Izba Lordów jest liczniejsza od Izby Gmin.

## Funkcje parlamentu
Parlament spełnia cztery funkcje: ustrojodawczą (zmiana ustroju), ustawodawczą (prawo, ustawy), kreacyjną i kontrolną.
- Funkcja ustrojodawcza – dzięki tej funkcji parlament ma prawo uchwalić konstytucję lub wprowadzić do niej zmiany.
- Funkcja ustawodawcza – na jej mocy, parlament ma prawo do stanowienia ustaw, które są podstawowymi aktami prawnymi, powszechnie obowiązującymi w danym państwie.
- Funkcja kreacyjna – polega na powoływaniu członków, którzy wchodzą w skład organów państwowych. W Polsce Sejm wyznacza członków Trybunału Konstytucyjnego i Trybunału Stanu. Wskazuje kandydatów (za zgodą Senatu) na prezesa Najwyższej Izby Kontroli, Rzecznika Praw Obywatelskich, prezesa Instytutu Pamięci Narodowej oraz prezesa Narodowego Banku Polskiego.
- Funkcja kontrolna – polega na sprawowaniu kontroli nad rządem (w Polsce przysługuje tylko Sejmowi).